# Электромотриса 1Н
Электромотриса 1Н (до 2010 года — ВС-1Н, Восточно-Сибирская, начальника дороги) — серия электромотрис переменного тока, выпускавшихся c 2004 по 2008 год локомотивным депо Вихоревка на базе вагонов электропоездов ЭР9П и ЭД9Т. Первая электромотриса не имеет порядкового номера (условно считается номером 1), номера присваивались начиная со второй электромотрисы. Электромотриса ВС-1Н-004, в отличие от остальных электромотрис серии, состоит из двух вагонов и имеет дизель-генераторную установку, фактически являясь дизель-электропоездом.

## Вагоны электропоездов, использованные при постройке[1]
- ВС-1Н — на базе ЭР9П-20004
- ВС-1Н-2 — на базе ЭД9Т-000902 и ЭД9Т-000903
- ВС-1Н-003 — на базе ЭД9Т-000907 и ЭД9Т-000908
- ВС-1Н-004 — на базе ЭД9Т-000103, ЭД9Т-000104 и ЭД9Т-000108